# The Astonishing
The Astonishing — тринадцятий студійний альбом американського гурту Dream Theater, офіційно представлений як подвійний альбом 29 січня 2016 року на лейблі Roadrunner Records.

## Список композицій
Автор слів Джон Петруччі, автор музики Петруччі і Джордан Рудесс. 
| Перша дія | Перша дія                                     | Перша дія         | Перша дія  |
| #         | Назва                                         | Переклад          | Тривалість |
| --------- | --------------------------------------------- | ----------------- | ---------- |
| 1.        | «Descent of the NOMACS» (NOMACS instrumental) |                   | 1:10       |
| 2.        | «Dystopian Overture» (Instrumental)           |                   | 4:50       |
| 3.        | «The Gift of Music»                           | Музичний дар      | 4:00       |
| 4.        | «The Answer»                                  | Відповідь         | 1:52       |
| 5.        | «A Better Life»                               | Краще життя       | 4:39       |
| 6.        | «Lord Nafaryus»                               | Лорд Нафаріус     | 3:28       |
| 7.        | «A Savior in the Square»                      | Рятівник на Площі | 4:13       |
| 8.        | «When Your Time Has Come»                     |                   | 4:19       |
| 9.        | «Act of Faythe»                               |                   | 5:00       |
| 10.       | «Three Days»                                  |                   | 3:44       |
| 11.       | «The Hovering Sojourn» (NOMACS instrumental)  |                   | 0:27       |
| 12.       | «Brother, Can You Hear Me?»                   |                   | 5:11       |
| 13.       | «A Life Left Behind»                          |                   | 5:49       |
| 14.       | «Ravenskill»                                  |                   | 6:01       |
| 15.       | «Chosen»                                      |                   | 4:32       |
| 16.       | «A Tempting Offer»                            |                   | 4:19       |
| 17.       | «Digital Discord» (NOMACS instrumental)       |                   | 0:47       |
| 18.       | «The X Aspect»                                |                   | 4:13       |
| 19.       | «A New Beginning»                             |                   | 7:40       |
| 20.       | «The Road to Revolution»                      |                   | 3:35       |
| 79:49     |                                               |                   |            |

| Друга дія | Друга дія                               | Друга дія            | Друга дія  |
| #         | Назва                                   | Переклад             | Тривалість |
| --------- | --------------------------------------- | -------------------- | ---------- |
| 1.        | «2285 Entr'acte» (Instrumental)         |                      | 2:20       |
| 2.        | «Moment of Betrayal»                    |                      | 6:11       |
| 3.        | «Heaven's Cove»                         |                      | 4:19       |
| 4.        | «Begin Again»                           |                      | 3:54       |
| 5.        | «The Path That Divides»                 |                      | 5:09       |
| 6.        | «Machine Chatter» (NOMACS instrumental) |                      | 1:03       |
| 7.        | «The Walking Shadow»                    | Рухома тінь          | 2:58       |
| 8.        | «My Last Farewell»                      | Моє останнє прохання | 3:44       |
| 9.        | «Losing Faythe»                         | Втрачаючи Фейт       | 4:13       |
| 10.       | «Whispers on the Wind»                  | Шепіт на вітрі       | 1:37       |
| 11.       | «Hymn of a Thousand Voices»             | Гімн тисячі голосів  | 3:38       |
| 12.       | «Our New World»                         | Наш новий світ       | 4:12       |
| 13.       | «Power Down» (NOMACS instrumental)      |                      | 1:25       |
| 14.       | «Astonishing»                           | Дивовижні            | 5:51       |
| 50:34     |                                         |                      |            |

## Учасники запису
| Dream Theater - Джеймс Лабрі — вокал Додаткові музиканти - Ліндсі Бакінгем — гітара (2) - Піно Палладіно — бас-гітара (2, 5) - Ілан Рубін — томи (2, 3) - Аллесандро Кортіні — синтезатори (1, 3) - Адріан Белью — гітара (4, 5) - Юджин Горештер — синтезатори (6), струнні (6) | Технічний персонал - Алан Молдер — продюсер, зведення, звукорежисер - Аттікус Росс — продюсер, аранжування, програмування, звукорежисер - Дастін Мослі — програмування, звукорежисер - Джун Муракава — звукорежисер - Том Бейкер — мастеринг - Рассел Міллз — ілюстрації, дизайн - Дейв Ворд — фотографії - Роб Шерідан — художній керівник, фотографії |